# Hofgeismar
Hofgeismar (letteralmente: «corte dei Geismar» – dal nome di una famiglia nobile originaria del luogo) è una città tedesca di 15 521 abitanti, situata nel Land dell'Assia.